# Tűzugrás
A Tűzugrás a Ghymes együttes ötödik nagylemeze és az első, mely Magyarországon jelent meg. Ez az első olyan munkájuk, amelyen már hallható az ismert Ghymes-hangzás.
Az albumon Debreceni Szappanos János, Ady Endre, József Attila és Weöres Sándor egy-egy műve hallható megzenesítve. A többi szöveg és a teljes zenei anyag az együttes tagjainak szerzeménye. Az albumon szerepel a második lemezről ismert Új esztendő című dal újabb változata is.

## Kiadásai
- 1996 CD, MC

## Dalok
1. Királyének Archiválva 2006. március 18-i dátummal a Wayback Machine-ben (Szarka Gyula - Szarka Tamás) – 3:24
2. Kötve vannak szárnyaim Archiválva 2011. szeptember 11-i dátummal a Wayback Machine-ben (Szarka Tamás) – 4:03
3. Militaris congratulation Archiválva 2011. szeptember 12-i dátummal a Wayback Machine-ben (Szarka Gyula Debreceni Szappanos János dala alapján) – 3:56
4. Koldusok Archiválva 2011. szeptember 11-i dátummal a Wayback Machine-ben (Szarka Gyula – József Attila) – 4:05
5. Ifjú szívekben élek Archiválva 2011. szeptember 10-i dátummal a Wayback Machine-ben (Szarka Tamás – Ady Endre, Szarka Tamás) – 6:05
6. Tűzugrás Archiválva 2006. március 18-i dátummal a Wayback Machine-ben (Szarka Gyula - Buják Andor) – 4:51
7. Szerelmes dal Archiválva 2011. szeptember 11-i dátummal a Wayback Machine-ben (Szarka Tamás) – 4:04
8. Majomország Archiválva 2006. március 18-i dátummal a Wayback Machine-ben (Szarka Gyula – Weöres Sándor) – 4:17
9. Pozsonyi blues Archiválva 2011. szeptember 11-i dátummal a Wayback Machine-ben (Szarka Tamás) – 4:10
10. Új esztendő Archiválva 2006. december 2-i dátummal a Wayback Machine-ben (Szarka Gyula) – 5:17

## Az együttes tagjai
- Szarka Tamás – ének, hegedű, koboz, gitár, nagydob, kórus
- Szarka Gyula – ének, bőgő, lant, gitár, kórus
- Buják Andor – kontra, töröksíp, alt- és szopránszaxofon, klarinét, furulya, bőgő, kórus
- Buják Krisztián – duda, klarinét, furulya, füttygép, kórus

Közreműködött:
- Földes László (Hobo) – ének
- Béhr László – cimbalom, ütősök, kórus
- Farnbauer Péter – szintetizátor
- Kiss Bernadett – ének
- Honvéd Művészegyüttes tánckara – kórus
- A Galántai Magyar Tanítási Nyelvű Alapiskola Gyermekkórusa – karnagy: Balogh Csaba